# معصومه اسکندری
معصومه اسکندری (زاده ۱۵ مرداد ۱۳۰۴ در بجنورد – درگذشته ۲۰ مهر ۱۳۸۹ در تهران) بازیگر ایرانی بود.
وی از سال ۱۳۲۰ به‌طور پراکنده در تئاتر حضور یافت و بازی در فیلم را از سال ۱۳۶۳ با فیلم کوتاه کودک و کبوتر به کارگردانی محمدرضا نجفی آغاز کرد. اسکندری مادر محمدرضا سرهنگی تهیه‌کننده فیلم بود.

## درگذشت
وی صبح سه‌شنبه ۲۰ مهر ۱۳۸۹ در سن ۸۵ سالگی به دلیل کهولت سن و شکستگی استخوان درگذشت.

## کارنامهٔ هنری

### سینما
- گوشواره (۱۳۸۵)
- شبهای روشن (۱۳۸۱)
- دنیا (۱۳۸۰)
- سفر به شرق (۱۳۸۰)
- من، ترانه ۱۵ سال دارم (۱۳۸۰)
- شور عشق (۱۳۷۹)
- آسمان پرستاره (۱۳۷۸)
- واهمه‌های حضور (موج و دریا) (۱۳۷۸)
- ایران سرای من است (۱۳۷۷)
- کیسه برنج (۱۳۷۵) (برنده دیپلم افتخار از جشنواره بین‌المللی فیلم رشد)
- بازگشت به خانه (ملک خاتون) (۱۳۶۹)
- عروس (۱۳۶۹)
- پاتال و آرزوهای کوچک (۱۳۶۸)[۳]

### تلویزیون
| سال       | نام               | سمت    | کارگردان    | توضیحات                                  |
| --------- | ----------------- | ------ | ----------- | ---------------------------------------- |
| ۱۳۸۰      | حرف آخر           | بازیگر | هومن فاضل   | از برنامه کودک و نوجوان شبکه ۲ پخش می‌شد. |
| ۱۳۸۰–۱۳۷۹ | جاده‌های سبز شمالی | بازیگر | عباس رافعی  | شبکه ۱                                   |
| ۱۳۷۷      | صدف و مروارید     | بازیگر | محسن شهابی  | در برنامه کودک شبکه ۲ پخش می‌شد.          |
| ۱۳۷۰      | خاطرات یک نسل     | بازیگر | مجتبی حسینی | در ۳ قسمت از شبکهٔ ۲ پخش شد.              |